# 1554
1554 (MDLIV) je bilo navadno leto, ki se je po julijanskem koledarju začelo na ponedeljek.

## Dogodki
- 1. januar

## Rojstva
Neznan datum
- Gazi II. Geraj,  kan Krimskega kanata († 1607)

## Smrti
Neznan datum
- Mikyö Dorje, tibetanski budistični učitelj (* 1507)